# Sulcorebutia cantargalloensis
Sulcorebutia cantargalloensis ist eine Pflanzenart in der Gattung Sulcorebutia aus der Familie der Kakteengewächse (Cactaceae). Der Artname geht auf das Verbreitungsgebiet der Pflanzen, am Berg Cerro Cantar Gallo, zurück.

## Beschreibung
Sulcorebutia cantargalloensis wächst einzeln und nur nach Verletzung sprossend mit flachkugeligen glänzend dunkelgrünen Körpern. Diese erreichen einen Durchmesser von bis zu 3 Zentimeter und Wuchshöhen von bis zu 1,5 Zentimeter. Sie besitzen eine unverzweigte, konische und bis zu 7 Zentimeter lange Rübenwurzel. Die 5 Millimeter langen und 3 Millimeter breiten Höcker sind in 8 bis 10 Spiralen um den Körper herum angeordnet. Die auf der Oberseite der Höcker angeordneten schmalen Areolen sind 6 Millimeter lang und oben 1 Millimeter breit. Nach unten hin werden die mit gelblicher oder weißlicher Wolle besetzten Areolen schmäler. Die dünnen 14 bis 20 Dornen haben einen verdickten Fuß und werden in verschiedenartige Dornenpaare eingeteilt. 4 bis 5 Dornenpaare sind kammförmig zur Seite ausgerichtet, 1 Paar ist mehr oder weniger nach oben und 2 bis 3 Paare nach unten ausgerichtet. Die oberen Dornen werden 4 bis 6 Millimeter lang, die unteren sind etwas kürzer. Sie sind glatt und bei Austrieb schwarz, schwarzgrau oder dunkelbraun gefärbt. Nach unten hin werden sie deutlich heller und stehen vom Körper ab.
Die roten bis rotbraunen Knospen erscheinen aus den unteren Areolen am Pflanzenkörper. Die trichterförmigen Blüten sind 25 bis 30 Millimeter lang und besitzen Durchmesser von 30 bis 35 Millimeter. Die äußeren Blütenblätter sind gelb, rot oder violett-rosa gefärbt. An der Spitze und an den Außenseiten sind sie häufig rot bis rotbraun, violettrosa oder rot gefärbt. Die inneren Blütenblätter sind gelb, violettrosa oder rot gefärbt. Der frei stehende grünlichweiße und etwa 22 Millimeter lange Griffel ist auf Höhe der Staubfäden oder leicht darüber angeordnet. Die weiß gefärbte Narbe hat 5 bis 7 Narbenäste.
Die Frucht ist eine rotbraune Scheinbeere, welche bei Reife abtrocknet und nicht äquatorial aufreißt. In der Frucht sind 20 bis 25 Samen enthalten.

## Verbreitung
Sulcorebutia cantargalloensis ist im bolivianischen Departamento Chuquisaca in der Provinz Zudáñez um den Berg Cerro Cantar Gallo in Höhenlagen von 3600 bis 3700 Metern verbreitet. Die Pflanzen wachsen in felsigen Bereichen von Hochgebirgswiesen.

## Nachweise